# Малореченский (Ростовская область)
Малореченский — хутор в Зимовниковском районе Ростовской области.
Входит в состав Ленинского сельского поселения.

## География
На хуторе имеется одна улица: Степная.

## Население
| 2010 |
| ---- |
| 23   |